# بيير بنوا (كاتب)
بيير بنوا (بالفرنسية: Pierre Benoit)‏‏ (16 يوليو 1886 في ألبي - 3 مارس 1962 ) صحفي، وكاتب، وروائي من فرنسا.

## الجوائز
- وسام جوقة الشرف من رتبة فارس
- نيشان جوقة الشرف من رتبة ضابط
- وسام جوقة الشرف من رتبة قائد
- الجائزة الكبرى للرواية من الأكادمية الفرنسية

## روابط خارجية
- بيير بنوا على موقع IMDb (الإنجليزية)
- بيير بنوا على موقع مونزينجر (الألمانية)
- بيير بنوا على موقع ألو سيني (الفرنسية)
- بيير بنوا على موقع أول موفي (الإنجليزية)
- بيير بنوا على موقع قاعدة بيانات الأفلام السويدية (السويدية)
- بيير بنوا على موقع قاعدة بيانات الفيلم (الإنجليزية)
- بيير بنوا على موقع كينوبويسك (الروسية)